# Eastbourne
|  | Aquest article tracta sobre la ciutat anglesa. Vegeu-ne altres significats a «Eastbourne (desambiguació)». |

Eastbourne és un poble del districte d'Eastbourne, East Sussex, Anglaterra. Té una població de 113.165 habitants i districte de 103.054. Al Domesday Book (1086) està escrit amb la forma Borne/Burne.

## Fills il·lustres
- Frederick Soddy (1877 - 1956) químic, Premi Nobel de Química de l'any 1921.
- Frederick Gowland Hopkins (1861 - 1947) bioquímic i metge, Premi Nobel de Medicina o Fisiologia de l'any 1929.